# البحيرة المالحة الكبرى

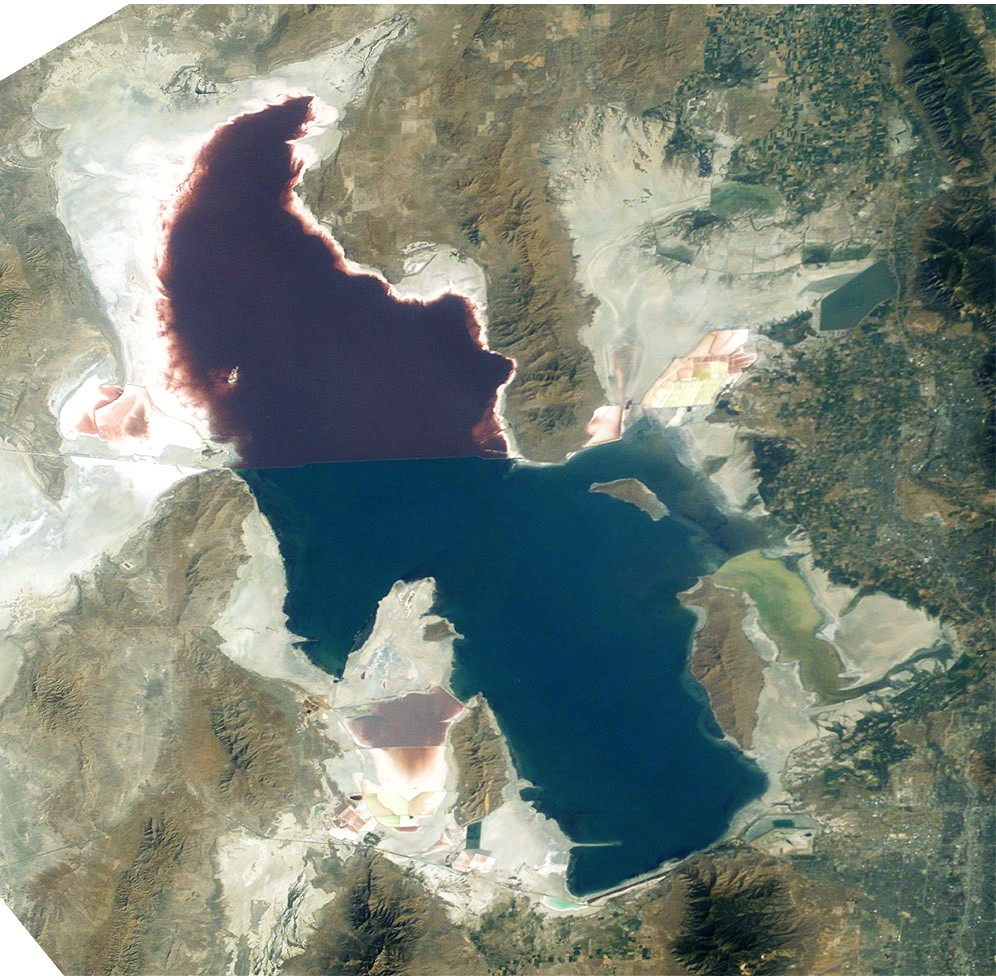
صورة للبحيرة من القمر الصناعي من عام 2003.

البحيرة المالحة الكبرى (بالإنجليزية: Great Salt Lake)‏ هي بحيرة ملحية تقع غرب الولايات المتحدة بولاية يوتا وتقع على ضفافها مدينة سولت ليك . يعتقد العلماء أنها كانت جزءا من بحيرة متجددة المياه كانت موجودة في تلك المنطقة منذ العصور القديمة وكانت أكبر من بحيرة هورون . و قد جفّت تلك البحيرة التي كان الجيولوجيون يسمونها بونفيل تدريجيا وانقسمت إلى بحيرات صغيرة، أكبرها البحيرة المالحة الكبرى . في منتصف الثمانينيات من القرن الماضي اتسعت مساحة البحيرة حتى بلغت أكبر حجم لها حين وصل متوسط مساحتها حوالي 6.030 كم مربع بطول 130 كم وأكبر عرضها 80 كيلومتر. تتغذّى البحيرة بقنوات من الماء العذب ومع ذلك فهي أكثر ملوحة من المحيطات ذلك أن مياه البحيرة لا تصرف ولكنها تجف مُخلّفة وراءها ماء شديد الملوحة . يستخلص من البحيرة كل عام 180.000 من الملح العادي . و عندما ينخفض مستوى الماء في البحيرة تظهر شواطئ بيضاء بسبب ترسبات من عدة معادن و مواد أخرى .

## من المعالم السياحية

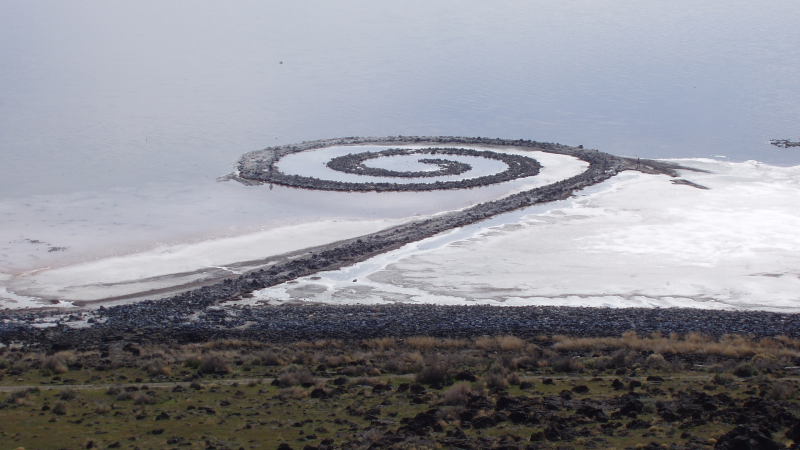
Robert حلزون جتي ، وهو بطول كلي 1280 متر في البحيرة.

حلزون جتي : في الجزء الشمالي الغربي للبحيرة يوجد في البحيرة حاجز بحري حلزوني (Spiral Jetty), وهو عمل فني، قام بتشكيله الفنان «روبرت سميثسون» كنوع من فن الأراضي. قام جتي في عام 1970 بتركيم صخور بازلتية سوداء من الشاطئ إلى داخل المياه في شكل حلزون طويل يبلغ طوله الكلّي 460 متر، وبارتفاع قليل فوق سطح الماء.
عندما يرتفع الماء في البحيرة يختفي الحلزون ؛ وبالفعل فقد اختفى مدة ثلاثة عقود حيث كان ارتفاع الماء في البحيرة كبيرا . وأثناء سنوات الجفاف التي تأتي على ولاية أوتا بين الحين والآخر يظهر الحلزون فوق سطح الماء، الذي يبدو أحيانا في لون قرمزي بسبب كثرة ما فيه من طحالب وبكتيريا.